# Cimberis attelaboides
Cimberis attelaboides là một loài bọ cánh cứng trong họ Nemonychidae. Loài này được Fabricius miêu tả khoa học đầu tiên năm 1787.